# Heinrich Precht

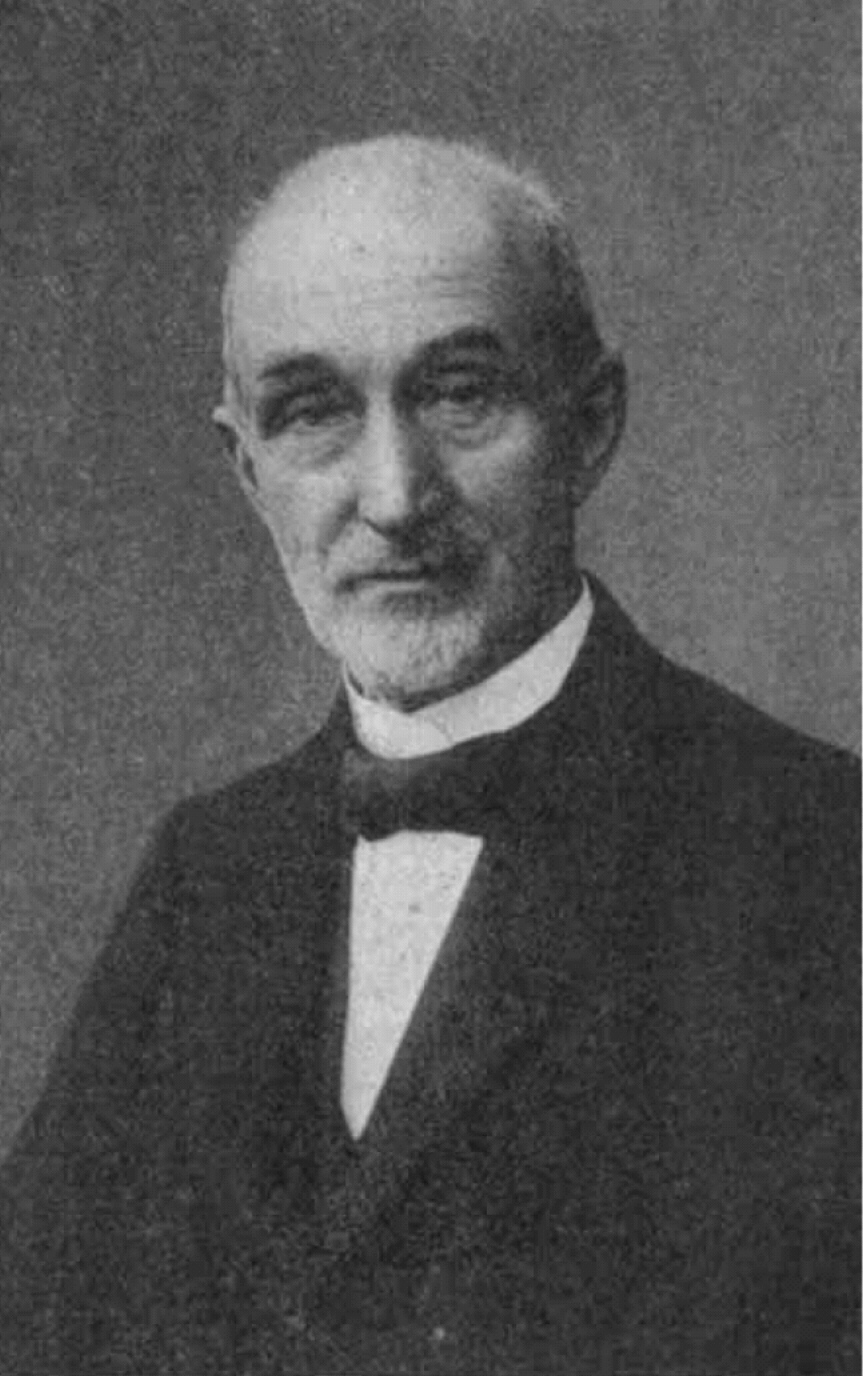
Heinrich Precht

Heinrich Precht  (* 6. August 1852 in Jübber; † 18. Juni 1924 in Hannover) war ein deutscher Chemiker und Mineraloge, der sich mit Chemie von Kalisalzen befasste und als Manager im Kalibergbau arbeitete.

## Leben
Heinrich Precht studierte ab 1872 am Polytechnikum Hannover und von 1875 bis 1877 an der Technischen Hochschule (Berlin-)Charlottenburg Chemietechnik. Während seines Studiums wurde er Mitglied der Burschenschaft Cimbria Hannover, und am 22. November 1875 Mitglied der Deutschen Chemischen Gesellschaft.
1877 wurde er in Göttingen bei Alphons Oppenheim promoviert und war danach 1877/1878 als wissenschaftlicher Assistent an der Technischen Hochschule Hannover tätig, bevor er zur Gewerkschaft Neu-Staßfurt ging, die in Staßfurt Kalisalze förderte. 1883 wurde er dort Direktor und war bei seiner Pensionierung 1917 Generaldirektor. Er führte eine quantitative Kaliumbestimmung mit Kaliumhexachloroplatinat(IV) ein und fand 1879 ein Verfahren, den Kalianteil im Kainit zu erhöhen. Unter seiner Leitung begann man in Staßfurt mit dem Abbau von Carnallit und Langbeinit. Er führte die Soda-Herstellung nach dem Solvay-Verfahren in Deutschland ein. Ab 1882 untersuchte er auch die Verschmutzung der Elbe durch Abwässer aus Salzabbau, die in die Saale geleitet wurden. Als Mineraloge beschrieb er erstmals das Mineral Douglasit.

## Ehrungen
- 1903 erhielt er einen Professorentitel von der Friedrich-Wilhelms-Universität Berlin.
- 1908 wurde er zum korrespondierenden Mitglied der Göttinger Akademie der Wissenschaften gewählt.[2]
- Die Technische Hochschule Hannover verlieh ihm Ende 1909 ihre Ehrendoktorwürde (als Dr.-Ing. E.h.).[3]
- 1910 wurde er als Mitglied der Leopoldina berufen.

## Schriften
- Untersuchungen über Derivate des Acetessigäthers und der Dehydracetsäure. Dissertation, Hannover 1877.[4]
- Die Salzindustrie von Staßfurt und Umgebung. 1882.